# Svizzera ai Giochi della XV Olimpiade
La Svizzera partecipò ai Giochi della XV Olimpiade, svoltisi a Helsinki, Finlandia, dal 19 luglio al 3 agosto 1952, con una delegazione di 157 atleti impegnati in diciassette discipline.

## Medagliere

### Per discipline
| Sport            | Oro | Argento | Bronzo | Totale |
| ---------------- | --- | ------- | ------ | ------ |
| Ginnastica       | 2   | 2       | 3      | 7      |
| Canottaggio      | 0   | 1       | 1      | 2      |
| Atletica leggera | 0   | 1       | 0      | 1      |
| Equitazione      | 0   | 1       | 0      | 1      |
| Tiro             | 0   | 1       | 0      | 1      |
| Scherma          | 0   | 0       | 2      | 2      |
| Totale           | 2   | 6       | 6      | 14     |

### Medaglie
| Medaglia | Atleta | Sport            | Evento                           |
| -------- | --- | ---------------- | -------------------------------- |
| Oro      | Hans Eugster | Ginnastica       | Parallele simmetriche            |
| Oro      | Jack Günthard | Ginnastica       | Sbarra                           |
| Argento  | Fritz Schwab | Atletica leggera | Marcia 10000 metri               |
| Argento  | Enrico Bianchi Karl Weidmann Heinrich Scheller Émile Ess Tim: Walter Leiser                                                   | Canottaggio      | Quattro con maschile             |
| Argento  | Gottfried Trachsel Henri Chammartin Gustav Fischer                                                                            | Equitazione      | Dressage a squadre               |
| Argento  | Josef Stalder Hans Eugster Jean Tschabold Jack Günthard Melchior Thalmann Ernst Gebendinger Hans Schwarzentruber Ernst Fivian | Ginnastica       | Concorso a squadre maschile      |
| Argento  | Josef Stalder | Ginnastica       | Sbarra                           |
| Argento  | Robert Bürchler | Tiro             | Carabina 300 metri tre posizioni |
| Bronzo   | Kurt Schmid Hans Kalt | Canottaggio      | Due senza maschile               |
| Bronzo   | Josef Stalder | Ginnastica       | Concorso individuale maschile    |
| Bronzo   | Josef Stalder | Ginnastica       | Parallele simmetriche            |
| Bronzo   | Hans Eugster | Ginnastica       | Anelli                           |
| Bronzo   | Oswald Zappelli | Scherma          | Spada individuale maschile       |
| Bronzo   | Otto Rüfenacht Paul Meister Oswald Zappelli Paul Barth Willy Fitting Mario Valota                                             | Scherma          | Spada a squadre maschile         |

## Risultati

### Pallacanestro
| Atleta | Classifica |
| --- | ---------- |
| V · D · M Nazionale svizzera - Pallacanestro ai Giochi della XV Olimpiade 3 Stockly · 4 Albrecht · 5 Redard · 6 Chollet · 7 Domenjoz · 8 Wohler · 9 Bossy · 10 Moget · 11 Chiappino · 12 Prahin · 13 Baumann · 14 Cottier · 15 Schmied · 16 Voisin · All. James Larry Strong | 21°        |
| Nazionale svizzera - Pallacanestro ai Giochi della XV Olimpiade |            |
| 3 Stockly · 4 Albrecht · 5 Redard · 6 Chollet · 7 Domenjoz · 8 Wohler · 9 Bossy · 10 Moget · 11 Chiappino · 12 Prahin · 13 Baumann · 14 Cottier · 15 Schmied · 16 Voisin · All. James Larry Strong                                                                           |            |